# Agrotis saracenica
Agrotis saracenica là một loài bướm đêm trong họ Noctuidae.